# Pachypoessa lacertosa
Pachypoessa lacertosa là một loài nhện trong họ Salticidae.
Loài này thuộc chi Pachypoessa. Pachypoessa lacertosa được Eugène Simon miêu tả năm 1902.